# Long Vacation
Long Vacation (ロングバケーション?, Rongu Bakēshon) è un dorama stagionale primaverile in 11 puntate di Fuji Television, andato in onda nel 1996.

## Trama
Sena, un bel giovane appena laureato, sogna di poter un giorno realizzare il suo sogno: diventare un pianista di fama mondiale. Nel frattempo per sbarcare il lunario insegna pianoforte presso la scuola locale.
Minami si sta per sposare, ma proprio il giorno del suo matrimonio il fidanzato scappa con tutti i suoi risparmi lasciandola sola e sul lastrico: l'imbroglione si rivela essere proprio l'ex compagno di stanza al college di Sena. 
Da qui i due entreranno in contatto e faranno conoscenza.

## Personaggi ed interpreti
- Takuya Kimura - Hidetoshi Sena (24 anni)
- Tomoko Yamaguchi - Minami Hayama (31 anni)
- Yutaka Takenouchi - Shinji Hayama: fratello minore di Minami e studente di piano.
- Izumi Inamori - Momoko Koishikawa: miglior amica di Minami, nonché modella.
- Takako Matsu - Ryoko Okusawa
- Ryo (attrice) - Himuro Rumiko: fidanzata di Shinji.
- Leo Morimoto - Professor Sasaki: sensei di Sena al college.
- Ryōko Hirosue - Takako Saito
- Shelley Sweeney - Gaijin
- Kosuke Toyohara - Sugizaki
- Misato Tate

## Episodi
1. What is wrong with you, woman!
2. Her tears
3. His pure heart
4. Rumors about you
5. Confession of love
6. KISS
7. Sleepless night
8. Morning breakup
9. Sena's tears
10. Last love
11. God's chosen fate